# Freddie Young
Freddie Young, OBE; auch F. A. Young; eigentlich Frederick Archibald Young (* 9. Oktober 1902 in London, England; † 1. Dezember 1998 ebenda) war ein britischer Kameramann und Filmregisseur.

## Leben
Freddie Young wuchs buchstäblich mit dem Film heran. Seit seinem 15. Lebensjahr agierte er zunächst als Kamerapraktikant, Lichttechniker und Laufbursche hinter der Kamera. Für Maurice Elveys The Flag Lieutenant (1926) war er zweiter Kameramann und bereits 1928 als Chefkameramann des Films Blue Bottles von Ivor Montagu verantwortlich. Im darauffolgenden Jahr engagierte ihn Herbert Wilcox für seine Firma in Elstree, wo Young bis 1959 tätig war. Er schuf eine Reihe von Kostümdramen mit Anna Neagle unter der Regie von Wilcox, darunter Nell Gwyn (1934) und Victoria the Great (1937). Bei diesem Film drehte er 1937 zum ersten Mal in Farbe (Technicolor).
Nach seinem Dienst an der Waffe im Zweiten Weltkrieg setzte er seine Arbeit an der Kamera fort und entwickelte sich rasch zu einem der besten Kameramänner seiner Zeit. So war Young fünfmal für den Oscar nominiert und gewann ihn schließlich dreimal. Young war der erste Präsident der 1949 gegründeten British Society of Cinematographers.
Zu Youngs bekanntesten Filmen zählen Ivanhoe – Der schwarze Ritter, Salomon und die Königin von Saba, Lawrence von Arabien, Doktor Schiwago, und Luftschlacht um England.
Für den fünften James-Bond-Film „Man lebt nur zweimal“ (!) war er 1966 auf Dreh-Recherche für die Motive in Japan. In letzter Minute stornierte er sein Ticket für den BOAC-Flug 911 und überlebte so.
Obwohl es ihm auch stets Spaß gemacht hätte, Regie zu führen, blieb es ihm doch bis zum Jahr 1986 versagt. Nun, im Alter von 84 Jahren, führte er zum ersten und einzigen Mal Regie bei der Filmkomödie Arthur’s Hallowed Ground.
Freddie Young war zweimal verheiratet. 1927 heiratete er die Drehbuchautorin und Gelegenheitsdarstellerin Marjorie Gaffney (1897–1963), mit der er bis zu ihrem Tod 1963 verheiratet war. Die beiden adoptierten zwei Kinder. 1964 heiratete er in zweiter Ehe die Schnittassistentin Joan Morduch. Die beiden bekamen ein leibliches Kind.
Freddie Young konnte im Herbst 1998 gerade noch seine Autobiographie verfassen, bevor er 96-jährig verstarb. 2003 wurde er bei einer Umfrage der International Cinematographers Guild unter ihren Mitgliedern in die Top 11 der wichtigsten Kameramänner der Filmgeschichte gewählt.

## Filmografie (Auswahl)
- 1935: Verlaß mich niemals wieder (Escape Me Never)
- 1937: Königin Viktoria (Victoria the Great)
- 1938: Sixty Glorious Years
- 1939: Nurse Edith Cavell
- 1941: 49th Parallel
- 1942: The Young Mr. Pitt
- 1945: Caesar und Cleopatra (Caesar and Cleopatra)
- 1948: Der Fall Winslow (The Winslow Boy)
- 1949: Verschwörer (Conspirator)
- 1950: Die Schatzinsel (Treasure Island)
- 1952: Ivanhoe – Der schwarze Ritter
- 1954: Verraten (Betrayed)
- 1956: Einladung zum Tanz (Invitation to the Dance)
- 1956: Vincent van Gogh – Ein Leben in Leidenschaft (Lust for Life)
- 1956: Knotenpunkt Bhowani (Bhowani Junction)
- 1957: Die kleine Hütte (The Little Hut)
- 1957: Heiße Erde (Island in the Sun)
- 1958: I Accuse!
- 1959: Salomon und die Königin von Saba (Solomon and Sheba)
- 1961: Gorgo
- 1962: Lawrence von Arabien (Lawrence of Arabia)
- 1964: Beim siebten Morgengrauen (The 7th Dawn)
- 1965: Doktor Schiwago (Doctor Zhivago)
- 1965: Lord Jim
- 1966: Anruf für einen Toten (The Deadly Affair)
- 1967: Dave – Zuhaus in allen Betten (Sinful Davey)
- 1967: James Bond 007 – Man lebt nur zweimal (You Only Live Twice)
- 1969: Luftschlacht um England (Battle of Britain)
- 1970: Ryans Tochter (Ryan’s Daughter)
- 1971: Nikolaus und Alexandra (Nicholas and Alexandra)
- 1973: Experiments (The Asphyx)
- 1974: Die Frucht des Tropenbaumes (The Tamarind Seed)
- 1974: Luther
- 1976: Der blaue Vogel (The Blue Bird)
- 1979: Blutspur (Bloodline)
- 1980: Richards Erbe (Richard’s Things)

## Auszeichnungen (Auswahl)
- Oscar fünf Nominierungen, davon dreimal ausgezeichnet
  - 1971: für Ryans Tochter (Ryan’s Daughter)
  - 1966: für Doktor Schiwago (Doktor Zhivago)
  - 1963: für Lawrence von Arabien (Lawrence of Arabia)

- BAFTA Award vier Nominierungen
- 1 Golden Globe für Lawrence von Arabien (Lawrence of Arabia)

- 1970: Officer of the Order of the British Empire (OBE)
- 1972: BAFTA Fellowship
- 1993: American Society of Cinematographers International Achievement Award